# Carl Henrik Lilja
Carl Henrik Lilja, född 11 april 1842 i Skatelövs socken, död 17 september 1906 i Visby, var en svensk företagare.
Carl Henrik Lilja var son till en mjölnare, började 1857 arbeta vid en mekanisk verkstad och arbetade som ung fem månader i Newcastle. 1865 kom han till Gotland och fick tjänst som verkmästare hos Graham Brothers nyöppnade verkstad i Grahamston i Hangvars socken. Vid Graham Brothers flytt till Visby 1875 följde Lilja med och fortsatte sitt arbete som verkmästare. Han skaffade även tre månaders utbildning vid Visby tekniska skola. Efter nedläggningen av verkstaden i Visby 1887 flyttade Lilja till Fole socken där han blev högra hand åt Johan Vigström som verkmästare vid Fole Mekaniska Verkstad, och blev avgörande för firmans framgångar. 1895 flyttade han åter till Visby i samband med verkstadens överflyttning dit, och fram till 1904 upprätthöll han tjänsten som öververkmästare, då han efter ett bråk med sin arbetsgivare avslutade sin yrkesverksamma karriär. Carl Henrik Lilja var en hängiven baptist.